# オシエル・カルデナス・ギリェン
オシエル・カルデナス・ギリェン（スペイン語: Osiel Cárdenas Guillén、1967年3月18日 - ）は、メキシコの麻薬カルテル「ガルフ・カルテル」の元最高幹部で、ロス・セタスの創設者。
1999年、親友であったがビジネスにおいて確執を持つようになったサルバドル・ゴメスを自らの私兵でありロス・セタスのリーダーとなるアルトゥーロ・グスマン・デセナに暗殺させ、 "El Mata Amigos"(友人殺し)という異名を持った。
2003年に発生したメキシコ軍との銃撃戦の末に逮捕された。2007年にメキシコからアメリカに移送され、2010年に懲役25年の判決を受け収監された。

## 関連
- メキシコ麻薬戦争